# Kristin Lenhardt
Kristin Lenhardt (* 30. August 1974 in Hildburghausen) ist eine deutsche Schauspielerin.

## Leben
Lenhardt machte ihre Schauspielausbildung 1995 bis 1999 an der Hochschule für Musik und Theater in Rostock. Von 1995 bis 1996 spielte sie am Südthüringischen Staatstheater in der Westside Story. 1998 drehte sie den Kino-Kurzfilm Was nebenan geschieht.
Im Fernsehen zu sehen war sie in  Tanja (1997/98), Was nebenan geschieht (1998), Alphateam – Die Lebensretter im OP (1999), Salto Kommunale (2000), Löwenzahn (2001), Die hagere Liese (2002), Tango (2002), Halt durch Paul (2004), Der Fund (2004) und Mr.Green (2004). 1998 bis 2000 spielte Lenhardt 85 Folgen lang die Insassin Conny Starck in der RTL-Justizserie Hinter Gittern – Der Frauenknast. Weitere Projekte waren u. a. Liebe macht sexy (2008), es gibt nur diesen Sommer (2010) und Notruf Hafenkante (Folge Männer sind Schweine, 2011). 2012 nahm Lenhard mit fünf ehemaligen „Hinter Gittern“-Kollegen an der Talkshow „Hinter Gittern – Das große Wiedersehen“ teil. In der Krimireihe Stralsund wirkte sie 2019 in einer kleinen Rolle in der Folge Doppelkopf mit.